# Andreas De Verdier
Bror Andreas De Verdier, född 4 juli 1853 i Annerstads församling, Kronobergs län, död 22 juli 1937 i Blomskogs församling, Värmlands län, var en svensk bruksägare.
De Verdier tog lantmätarexamen 1879, var kapten vid Värmlands fältjägarkår 1891-1899, och disponent för AB Mölnbacka-Trysil 1898-1908. Från 1914 var De Verdier huvuddelägare och chef för Gustafsfors fabrikers AB, och ordförande och ledamot av i styrelserna för ett flertal bolag.